# Yōko Tawada
Yōko Tawada (多和田葉子, Tawada Yōko) (23 de març de 1960) és una escriptora japonesa que escriu en japonès i en alemany. Tawada viu a Alemanya des de 1982 i té un doctorat en literatura alemanya de la Universitat de Zúric (Suïssa). El 2005 va rebre la Medalla Goethe que atorga el Goethe-Institut.

## Obres
- "Sense tacons" (かかとを失くして, 1991) - Premi Gunzō per a Escriptors Novells
- "Casar-se amb un gos"(犬婿入り, 1993) - Premi Akutagawa
- Sospitosos en un tren nocturn (容疑者の夜行列車, 2003) - Premi Itō Sei de Literatura, Premi Tanizaki Jun'ichirō
- Atrapar la neu (雲をつかむ話, 2013) - Premi Yomiuri de Literatura, Premi del Ministeri de Cultura

## Traduccions al català
- El marit gos. (Llibre que conté tres relats: Persona, Talons extraviats i El marit gos), Traducció de Jordi Mas López. 2019, Godall Edicions. ISBN 978-84-949432-9-4